# Kate Marsden
Kate Marsden (Edmonton (Londra), 13 maggio 1859 – Londra, 26 maggio 1931) è stata un'infermiera, esploratrice e scrittrice britannica.
Con il supporto della regina Vittoria e dell'imperatrice Maria Fedorovna cercò una cura per la lebbra, viaggiando da Mosca alla Siberia, dove fondò un centro di trattamento per i lebbrosi. Fu una delle prime donne eletta membro della Royal Geographical Society.

## Biografia

### Primi anni
Kate Marsden nacque a Edmonton (Londra) nel 1859, la minore di otto figli dell'avvocato J.D. Marsden e di Sophie Matilda Wellsted. Divenuta orfana a 14 anni, studiò come infermiera in un ospedale religioso di Tottenham. Nel 1877 partì volontaria con altre infermiere da Tottenham per la Bulgaria per assistere i soldati russi feriti durante la guerra russo-turca. Vicino a Sistov avrebbe incontrato per la prima volta due lebbrosi bulgari. La lebbra, malattia di origine batterica che colpisce la pelle, le mucose e i nervi, e può essere curata con una combinazione di antibiotici, era in quegli anni ancora una malattia incurabile che affliggeva milioni di persone in Europa. Le condizioni di quei malati, ritenuti altamente contagiosi, la colpirono al punto che promise di dedicarsi alla cura di questa malattia.

### L'interesse per la lebbra
Tornata in Inghilterra, Kate Marsden finì gli studi e per un certo periodo si dedicò alla cura dei suoi fratelli ammalati di tubercolosi. Nel 1884 partì con sua madre per la Nuova Zelanda per accudire la sorella Annie Jane, anch'essa ammalata, che tuttavia morì pochi giorni dopo il loro arrivo. Stabilitasi in Nuova Zelanda, nel 1885 divenne capo infermiera all'ospedale di Wellington. L'ospedale era stato istituito principalmente per la cura della popolazione povera, compresa quella locale dei Maori. Lei stessa avrebbe in seguito dichiarato che in Nuova Zelanda si occupava dei lebbrosi, anche se si sarebbe trattato di una malattia della pelle simile in quanto la lebbra non era diffusa tra i Maori. Prima del suo ritorno in Inghilterra istituì la sezione locale della St John's Ambulance Brigade (associazione di volontariato per l'insegnamento del primo soccorso).
Continuò il suo lavoro di infermiera ma il suo desiderio era di partire per le colonie britanniche per curare i lebbrosi. Dopo aver ricevuto un invito dalla Croce Rossa russa e aver ottenuto l'appoggio della regina Vittoria e della principessa Alessandra, partì per la Russia per ottenere finanziamenti dalla famiglia reale russa. Qui incontrò l'imperatrice Maria Fedorovna e fu insignita di un riconoscimento dalla Croce Rossa russa per la sua attività nella guerra russo-turca. Allo scopo di raccogliere maggiori informazioni sulla cura della lebbra, ebbe modo di viaggiare in Francia, Egitto, Palestina, Cipro e Turchia. A Costantinopoli incontrò un medico inglese che le parlò delle proprietà terapeutiche di una pianta rinvenuta in Jacuzia, nella Siberia orientale, presumibilmente in grado di alleviare le sofferenze dei pazienti affetti da lebbra e di curarli in alcuni casi. Sulla base di questa informazione decise di partire per la Siberia.

### In Siberia

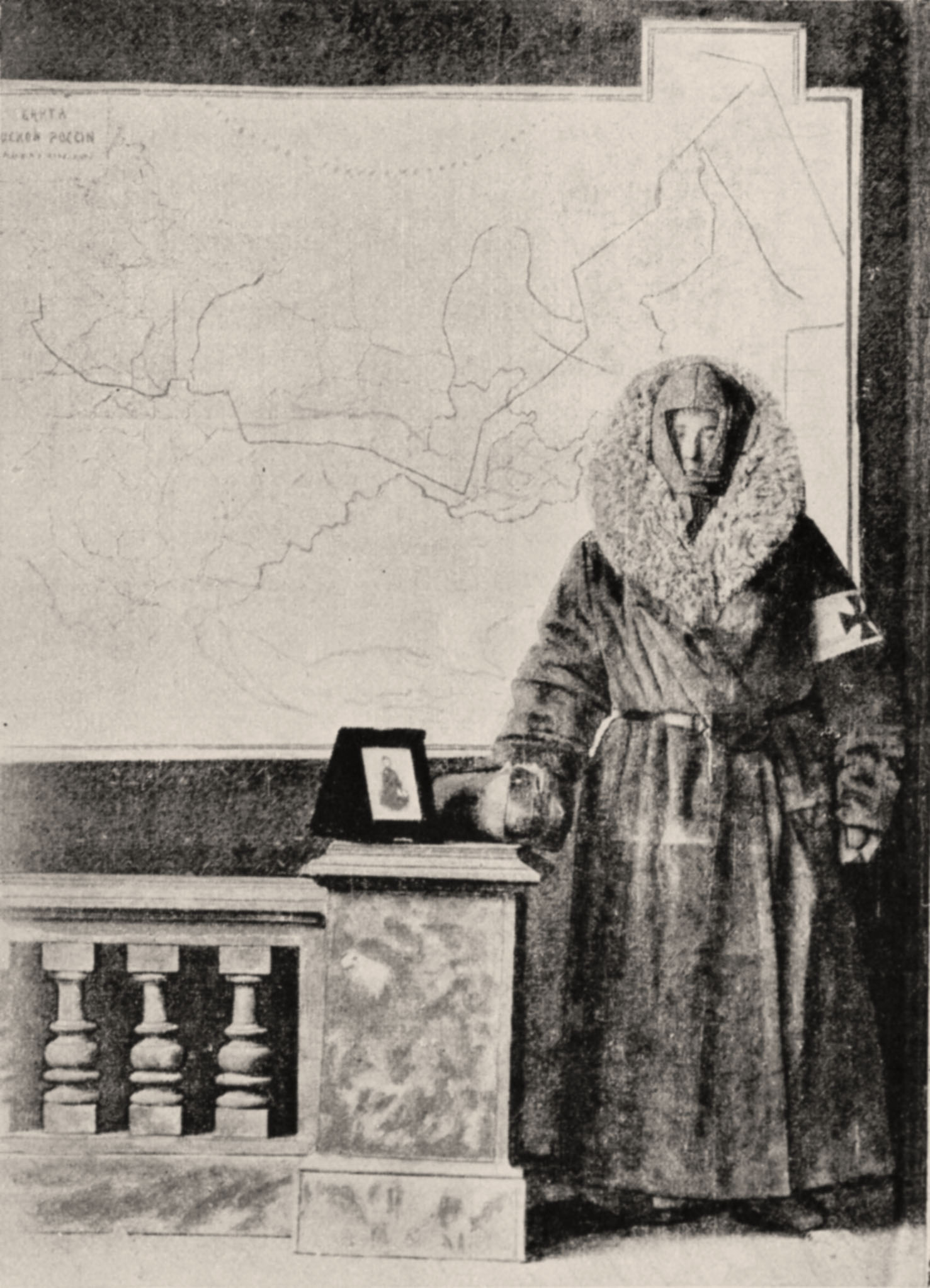
Kate Marsden in abiti da viaggio, con alle spalle la mappa del suo percorso

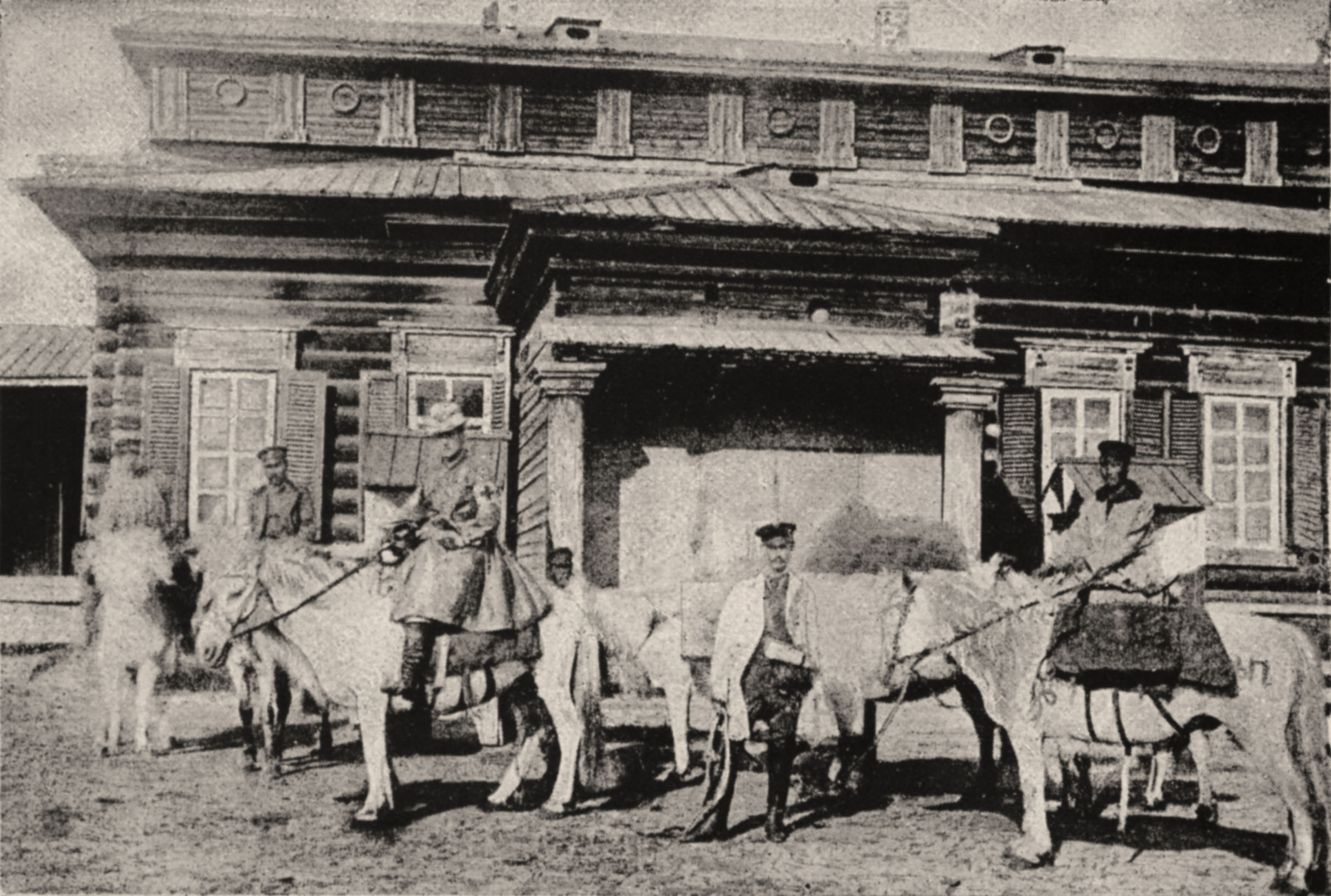
Kate Marsden in procinto di lasciare Jakutsk (1891)

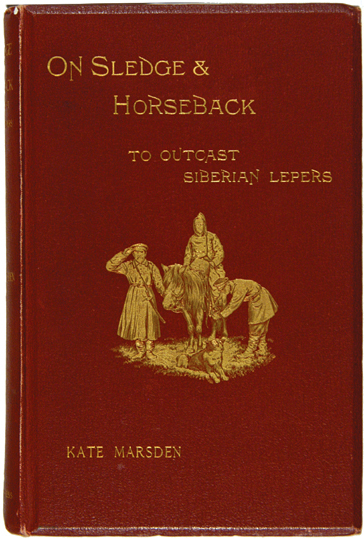
Frontespizio della prima edizione di On Sledge & Horseback to the Outcast Siberian Lepers, 1892

Nel novembre 1890 Kate Marsden arrivò a Mosca dove incontrò il governatore generale. Ottenne un'udienza a San Pietroburgo con l'imperatrice Maria Fedorovna che le consegnò una lettera di raccomandazione nella quale incoraggiava tutti coloro che l'avrebbero letta a fornirle assistenza e protezione nel suo viaggio per lo studio della lebbra. 
Il viaggio che la condurrà per circa 18 000 km ad attraversare tutta la Russia in treno, slitta, a cavallo e in barca iniziò il 1º febbraio 1891 da Mosca. Le provviste per il viaggio includevano vestiti così pesanti che le impedivano di muovere le gambe, costringendola a farsi issare da tre uomini sulla slitta con la quale fece una parte del viaggio. Con sé portava tè, scatole di sardine e anche 18 kg di Christmas pudding, una scelta inusuale, dettata dalla facilità di conservazione e dalla predilezione di Kate Marsden per questo dolce.
Il viaggio si svolse in treno fino a Zlatoust, da dove proseguì in slitta. Fino nei pressi di Omsk Kate Marsden fu accompagnata da una traduttrice russa, Ada Field, che tuttavia dovette desistere per motivi di salute.
Sul suo cammino incontrò spesso prigionieri, anche diretti in esilio, ai quali forniva razioni di tè e zucchero. Alle donne, esiliate o mogli di esiliati, forniva doppie razioni. Intorno al 1 maggio (13 maggio per il calendario giuliano), giorno del suo compleanno, giunse a Irkutsk; qui organizzò un comitato per affrontare il problema della lebbra. Il viaggio proseguì lungo il fiume Lena fino a Jakutsk dove trovò l'erba che credeva avrebbe potuto curare la lebbra. Sebbene l'erba non si rivelò la cura che aveva sperato, Kate Marsden continuò a lavorare tra i lebbrosi in Siberia. Il suo intento era quello di istituire un centro per i lebbrosi in Siberia. Nel mese di dicembre 1891 - 11 mesi dopo l'inizio del viaggio, ritornò a Mosca e iniziò la raccolta di fondi e adesioni per l'apertura del centro. Il progetto comprendeva un piccolo villaggio, due ospedali (uno per gli uomini e uno per le donne), l'alloggio per il medico e per il sacerdote, una chiesa, un laboratorio di panetteria, uno stabilimento balneare e un obitorio.
Nel 1892 Kate Marsden continuò la raccolta delle donazione e iniziò a scrivere il suo libro. Nel novembre dello stesso anno divenne una delle prime donne membro della Royal Geographical Society. Nello stesso periodo fu aperto ufficialmente vicino a Viljujsk il centro per i malati di lebbra, rimasto poi aperto fino agli inizi degli anni 1960. A dicembre dello stesso anno fu pubblicato il suo libro On Sledge and Horseback to Outcast Lepers dove descriveva tutti i dettagli della sua esperienza e che ottenne grande successo, venendo ripubblicato ben 12 volte per i primi 3 anni.
Nel 1893 Kate Marsden tenne un discorso alla Fiera Colombiana di Chicago riguardante la sua esperienza di viaggio: 23 000 km in condizioni anguste e scomode con un sostentamento a base di tè. Il lungo e difficile viaggio avrebbe alterato stabilmente la sua salute. Tuttavia annunciò la sua intenzione di tornare in Siberia.

### Controversie
Il successo del lungo viaggio in Siberia alla ricerca della cura per la lebbra non portò a Kate Marsden un plauso universale: molti faticavano a credere nella veridicità dei suoi racconti. Inoltre, alcuni mormoravano che la sua missione fosse stata intrapresa per espiare la sua omosessualità. Il periodico britannico The Girl's Own Paper pubblicò le sue gesta a puntate e la Royal Geographical Society la lodò, ma le pubblicazioni dell'editore William Thomas Stead, precursore della stampa scandalistica, derisero i suoi successi. Le idee di Stead furono raccolte in Nuova Zelanda, dove Marsden aveva vissuto.
Il reverendo Alexander Francis, un pastore di lingua inglese di San Pietroburgo, ottenne da Kate Marsden una confessione di "immoralità con le donne". Francis scrisse che avrebbe voluto pubblicare materiale sulle truffe della Marsden in modo che questa sarebbe apparsa la sua peggior mancanza. Questo portò ad un'inchiesta in Russia che comprovò l'innocenza della donna; diplomatici britannici e americani nell'agosto del 1894 scrissero una lettera al Times per dichiarare la sua innocenza. Kate Marsden pensò di intentare una causa per diffamazione contro Francis, tuttavia nello stesso periodo si stava svolgendo il processo per diffamazione intentato da Oscar Wilde contro il marchese di Queensbury riguardante la sua presunta omosessualità: Wilde alla fine perse la causa. Nel caso di Marsden vi sarebbe stata una differenza, in quanto l'omosessualità femminile non era illegale nel 1895, tuttavia ella probabilmente volle evitare una disputa molto simile a quella di Wilde. Alla fine comunque le sue intenzioni furono influenzate dal fatto di non avere le risorse necessarie per sostenere una causa per diffamazione.
Altre critiche le furono avanzate per il fatto di aver incluso nel suo libro molte lettere di persone importanti incontrate nel suo viaggio, cosa che diede l'idea che le sue vere motivazioni fossero discutibili e che il viaggio fosse in verità una "gita di piacere".

### Il Museo di Bexhill-on-Sea
Nel 1895 fondò un ente di beneficenza, ancora oggi attivo e conosciuto come il St Francis Leprosy Guild. Poco tempo prima si era convertita al cattolicesimo ed era diventata Terziaria francescana.
Nel 1897 visse per un periodo negli Stati Uniti dove le fu erroneamente diagnosticata la lebbra e successivamente tornò in Inghilterra, dove si stabilì a Bexhill-on-Sea vivendo con due sorelle. Qui, assieme al reverendo J. C. Thompson fondò il Museo di Bexhill dopo averne ispirato la creazione ed aver organizzato incontri per raccogliere supporto locale. Al museo donò la sua collezione di conchiglie e incoraggiò altri collezionisti a donare le loro raccolte.

### Gli ultimi anni
Kate trascorse gli ultimi anni in Inghilterra trasferendosi in varie località, tra cui Marlow e Hillingdon. Nel 1924 fu colpita da un ictus e le sue condizioni di salute andarono progressivamente peggiorando. Morì a Londra il 26 marzo 1931; fu sepolta nel cimitero di Hillingdon a Uxbridge il 31 marzo. La sua tomba fu dimenticata per molti anni e ricoperta di cespugli, anche se in tempi recenti il luogo è stato nuovamente reso accessibile.

### Riconoscimenti
Nel 2014 è stata eretta una statua in sua memoria nel villaggio di Sosnovka.

## Opere
- (EN) Kate Marsden, On sledge and horseback to the outcast Siberian lepers, New York, Cassell publishing company, 1892.
- (EN) Kate Marsden, The Sanitary Condition of the Lepers in the Yakoutsk Government (PDF), in The Nursing Record, 27 ottobre 1892. URL consultato il 27 settembre 2016.